# St. Martinus (Erlenbach)

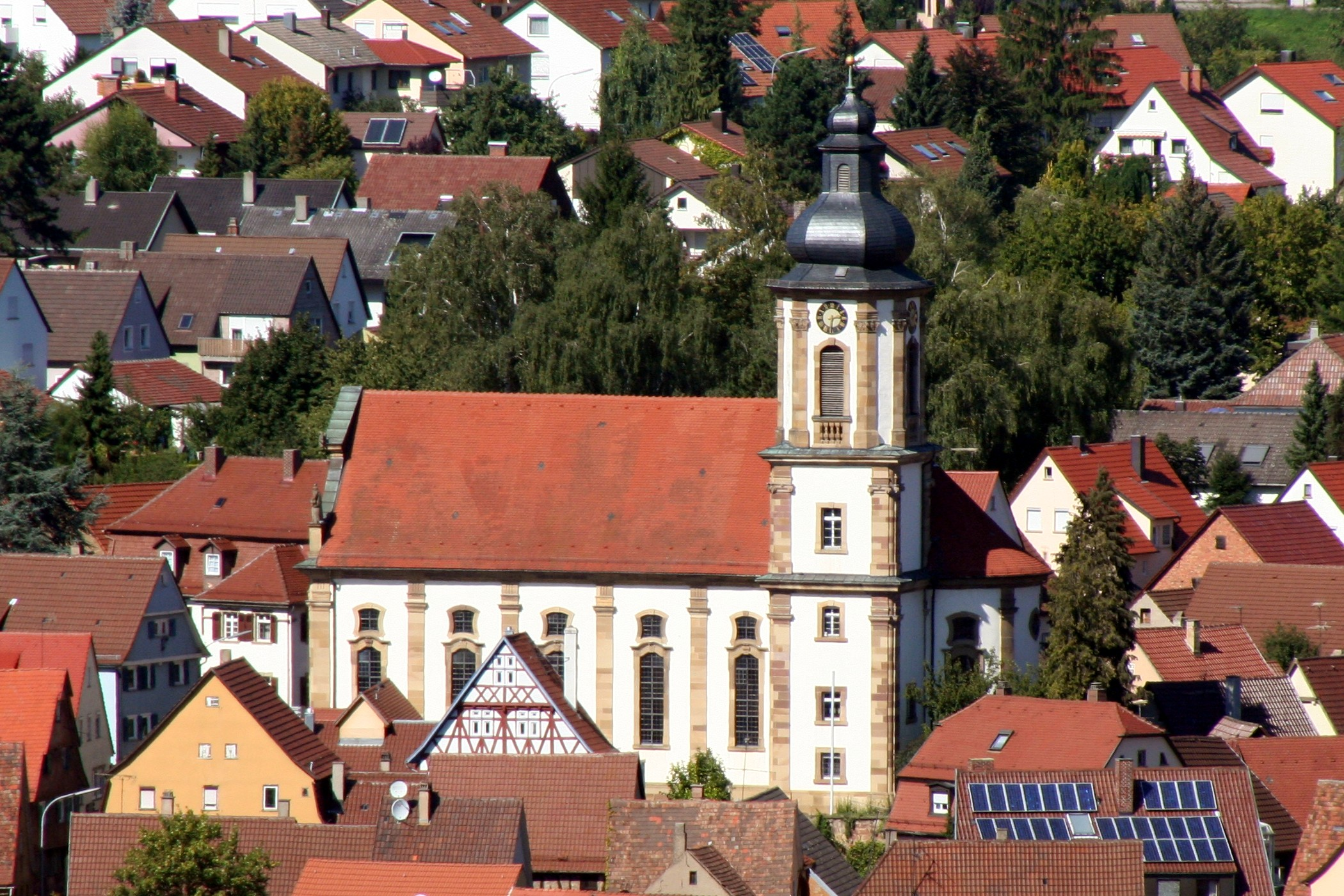
St. Martinus in Erlenbach

Die Kirche St. Martinus in Erlenbach im Landkreis Heilbronn im nördlichen Baden-Württemberg ist eine katholische Pfarrkirche, die in der Mitte des 18. Jahrhunderts im Stil des späten Barock erbaut wurde.

## Geschichte
Eine Pfarrkirche St. Martin in Erlenbach wurde erstmals 1335 erwähnt. Der Ort kam 1484 an den Deutschen Orden, der die jetzige Kirche in den Jahren 1753 bis 1760 nach Plänen von Johann Michael Keller dem Jüngeren neu erbauen ließ. 1781 wurde abermals von Keller sowie von Franz Häffele das benachbarte Pfarrhaus erbaut.
Gegen Ende des Zweiten Weltkriegs erlitt die Kirche im April 1945 schwere Schäden durch Brandgranaten und Artilleriebeschuss. Ein neugotischer Hochaltar von 1889 wurde zerstört und 1949 durch einen neuen Altar im barocken Stil ersetzt. Zahlreiche Risse, Löcher und Schrammen im Mauerwerk konnten bei einer großen Kirchenrenovierung von 1974 bis 1986 fast restlos beseitigt werden.

## Beschreibung

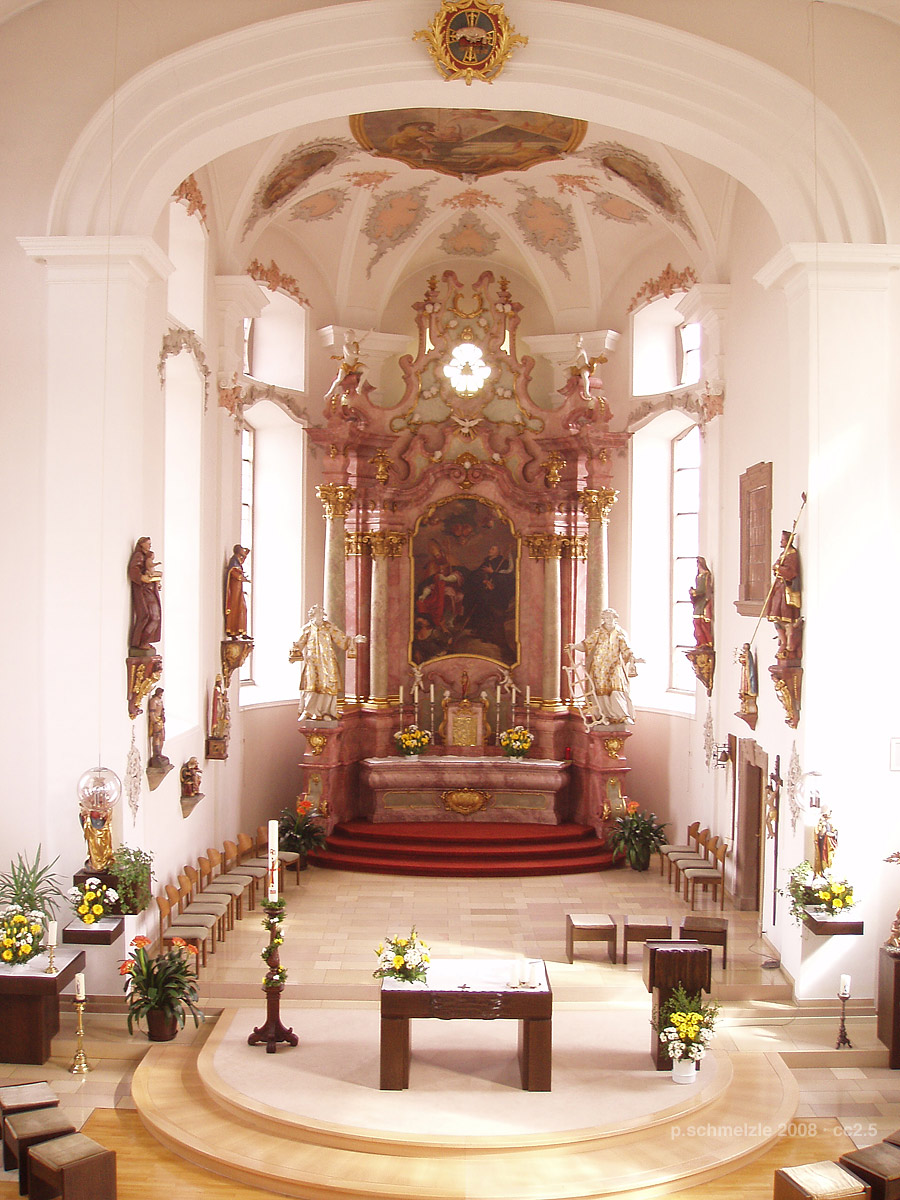
Blick zum Chor

Die Pfarrkirche St. Martinus ist ein spätbarocker, einschiffiger Putzbau, der durch Sandsteinpilaster und -gesimse gegliedert wird. Das Hauptportal der Kirche befindet sich in der westlichen Giebelseite, die außerdem mit einer 1775 gestifteten Marienfigur in einer Nische sowie Figuren des Petrus und des Paulus auf den Ecken des Ziergiebels ausgestattet ist. Nach Osten ist an das Langhaus ein Chor angebaut, südlich vom Chor befindet sich der Kirchturm. Im Chor ist ein 1949 gefertigter Martinsaltar aus Holz und Stuckmarmor aufgestellt. Die Figuren des Hl. Stephanus und Laurentius neben dem Altar stammen noch von einem Barockaltar aus dem Jahr 1755 und wurden von Johann Anton Esterbauer oder von Franz Esterbauer aus Neckarsulm angefertigt. An der Südwand des Langhauses befindet sich eine barocke Kanzel mit der Darstellung der vier Evangelisten. Im Westen des Langhauses ist eine moderne Empore eingezogen, auf der sich die Orgel befindet.

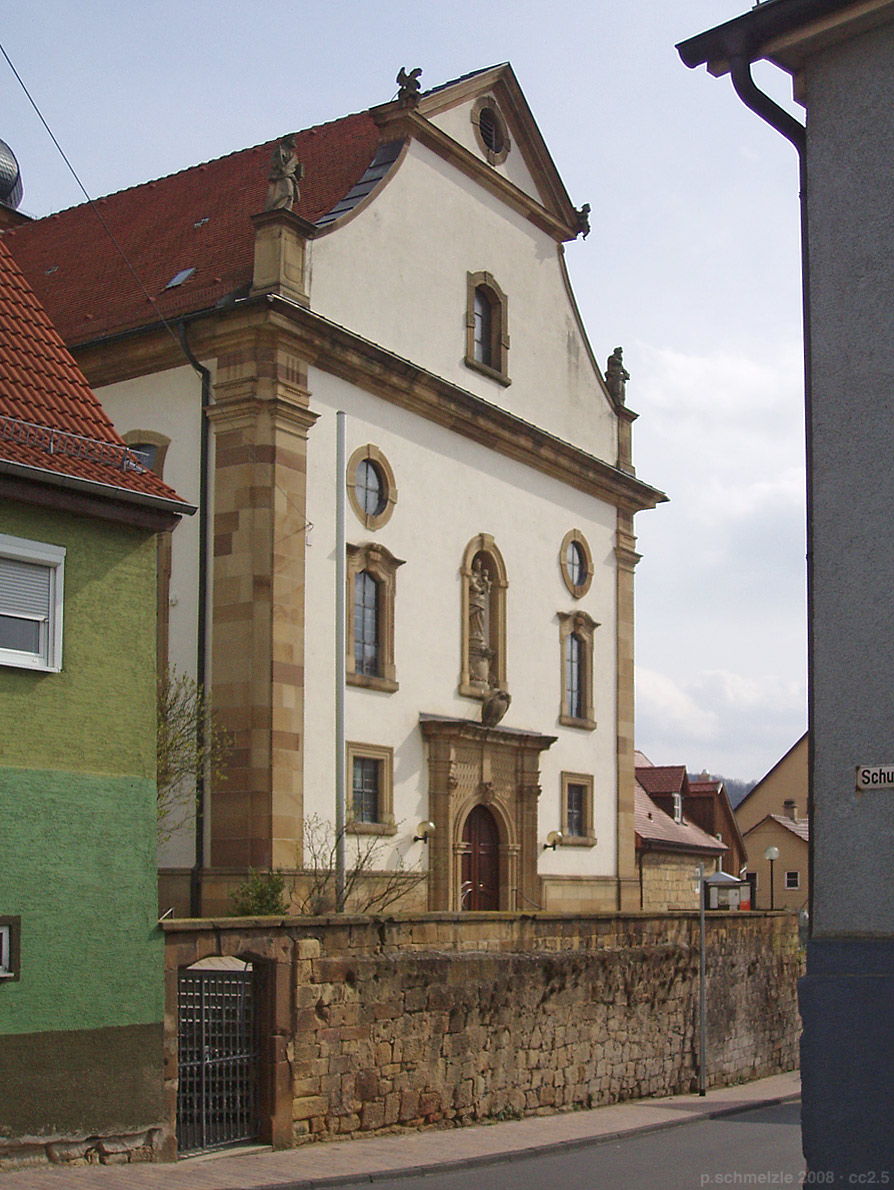
Westgiebel
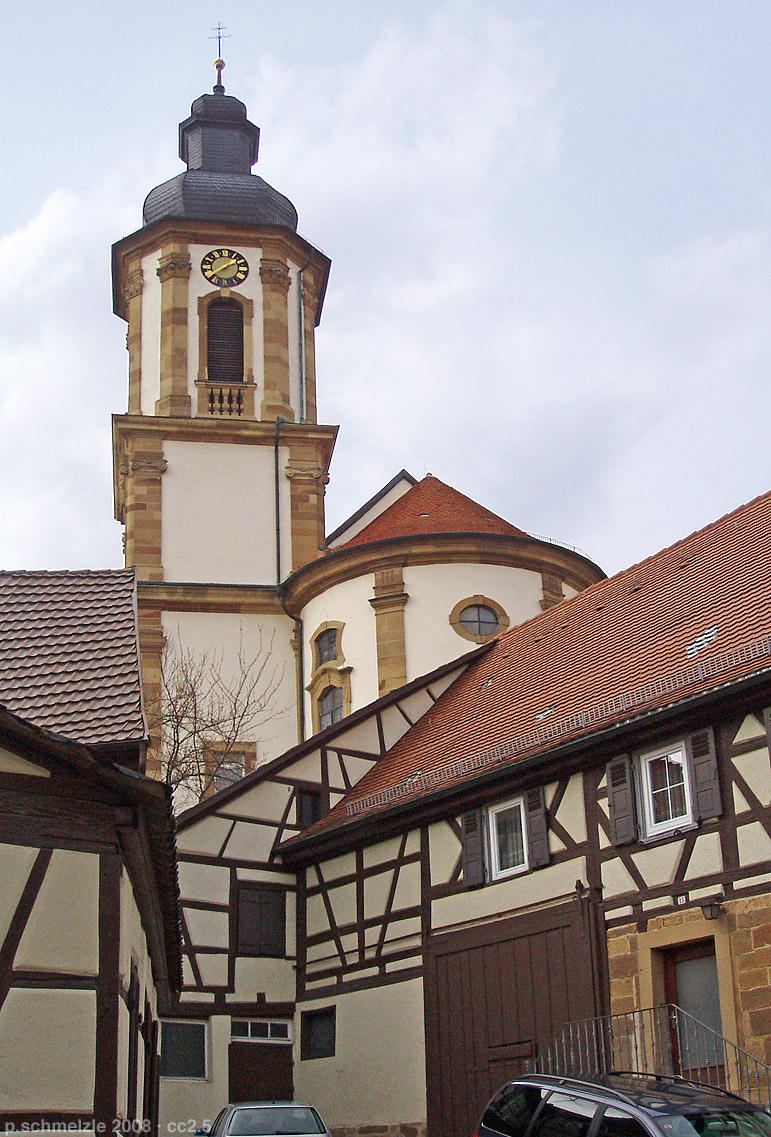
Ansicht von Osten
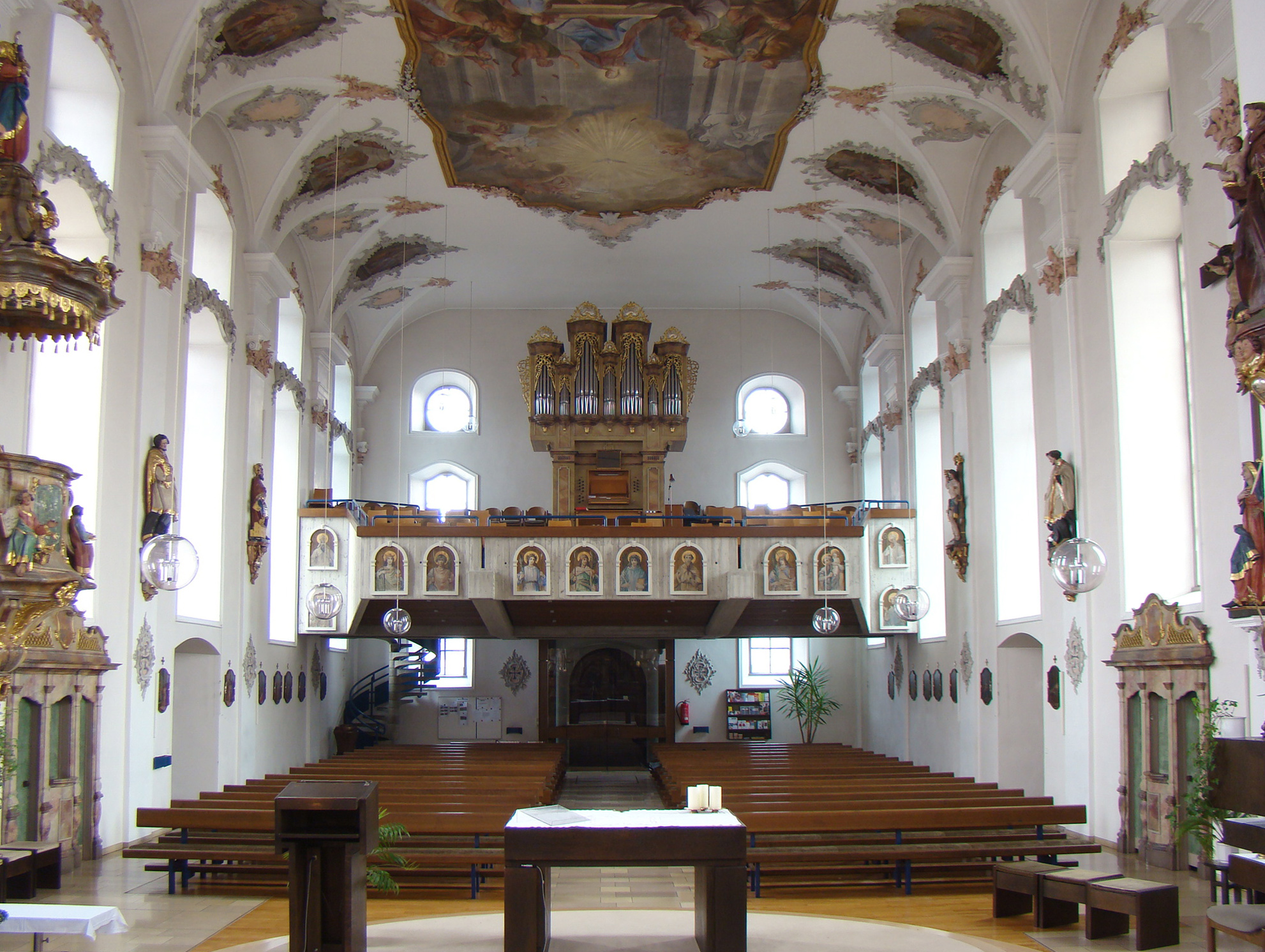
Blick zur Empore
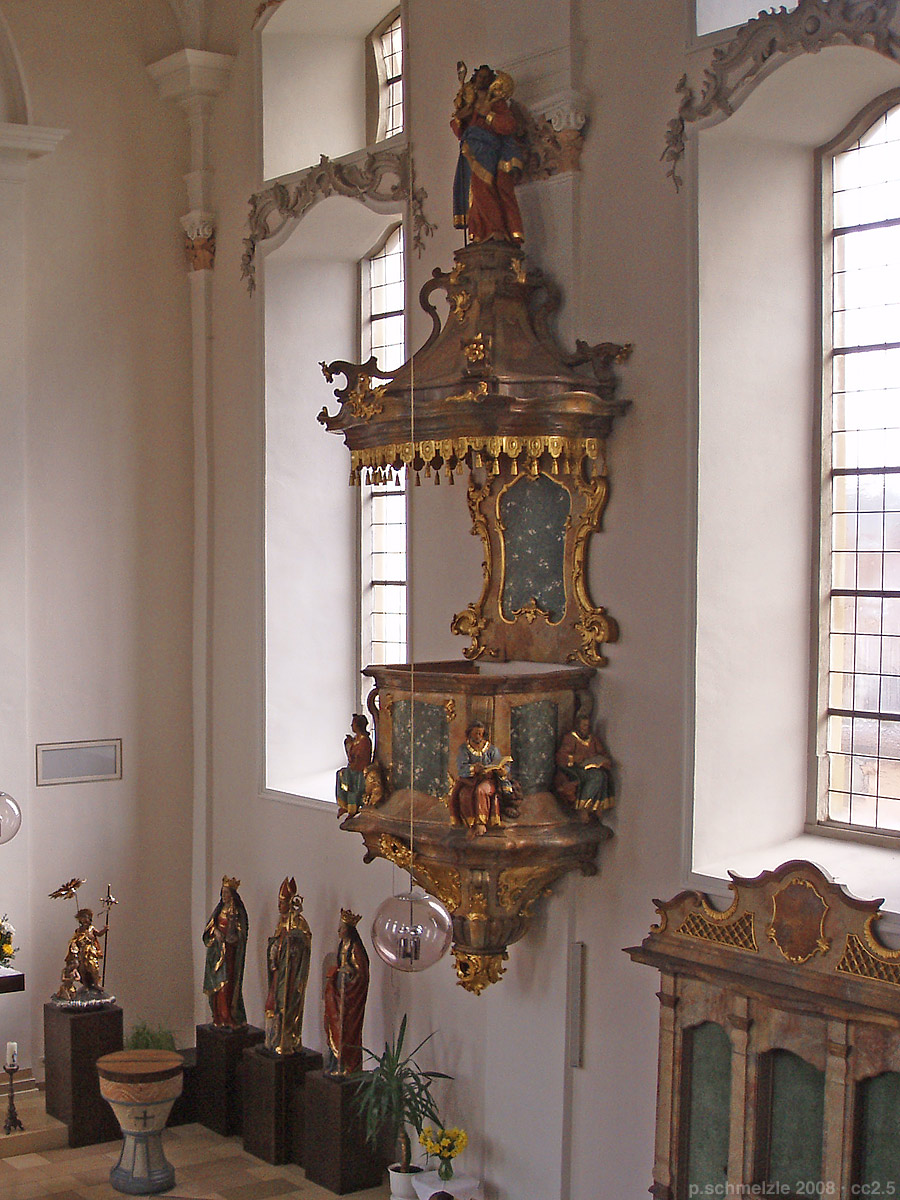
Kanzel

Das Kirchenschiff ist von einem Stichkappengewölbe überspannt, dessen Stuckarbeiten von Johann Michael Winsberg aus Mergentheim stammen. Das Deckengemälde im Langhaus zeigt Mariä Himmelfahrt und wurde von Giovanni Battista Ferrandini geschaffen. Auch der Chor hat eine reich mit Stuckarbeiten und Deckengemälde verzierte Decke.

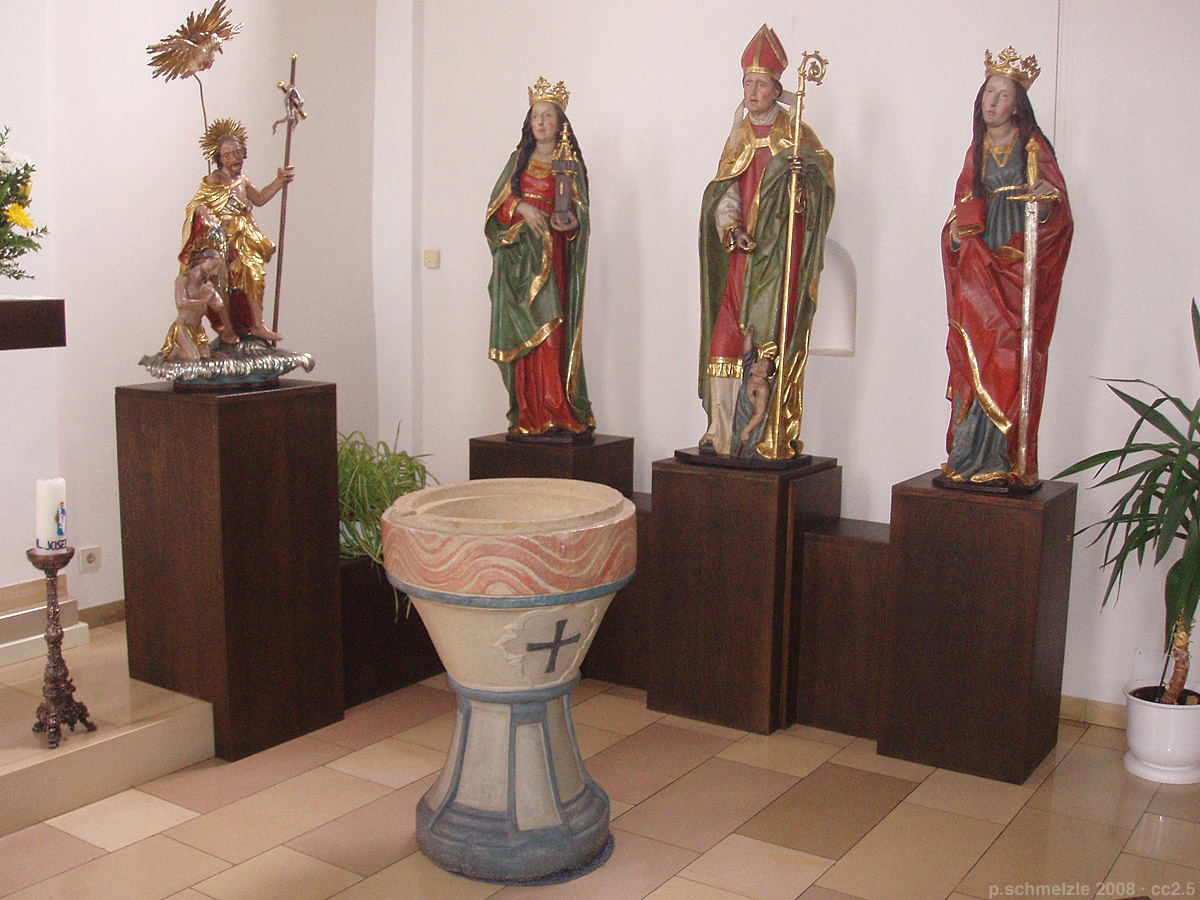
Taufstein und Heiligenfiguren
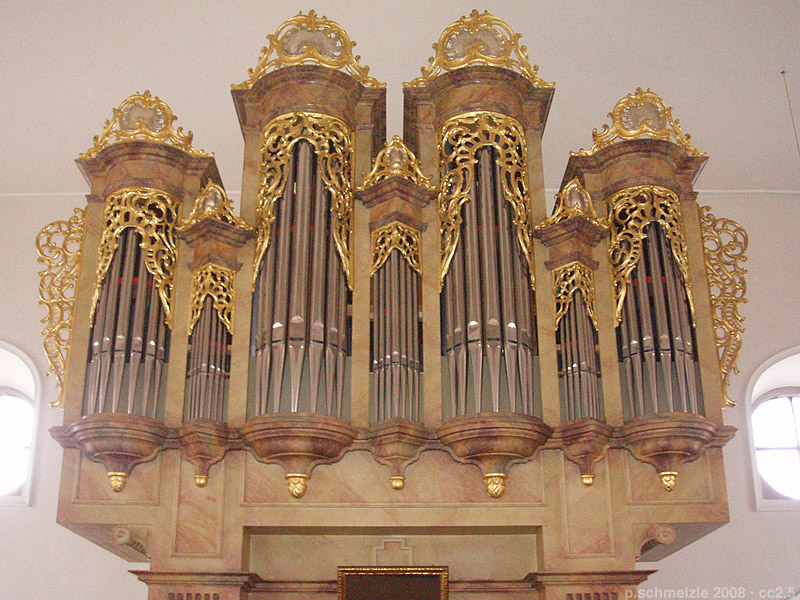
Orgelprospekt
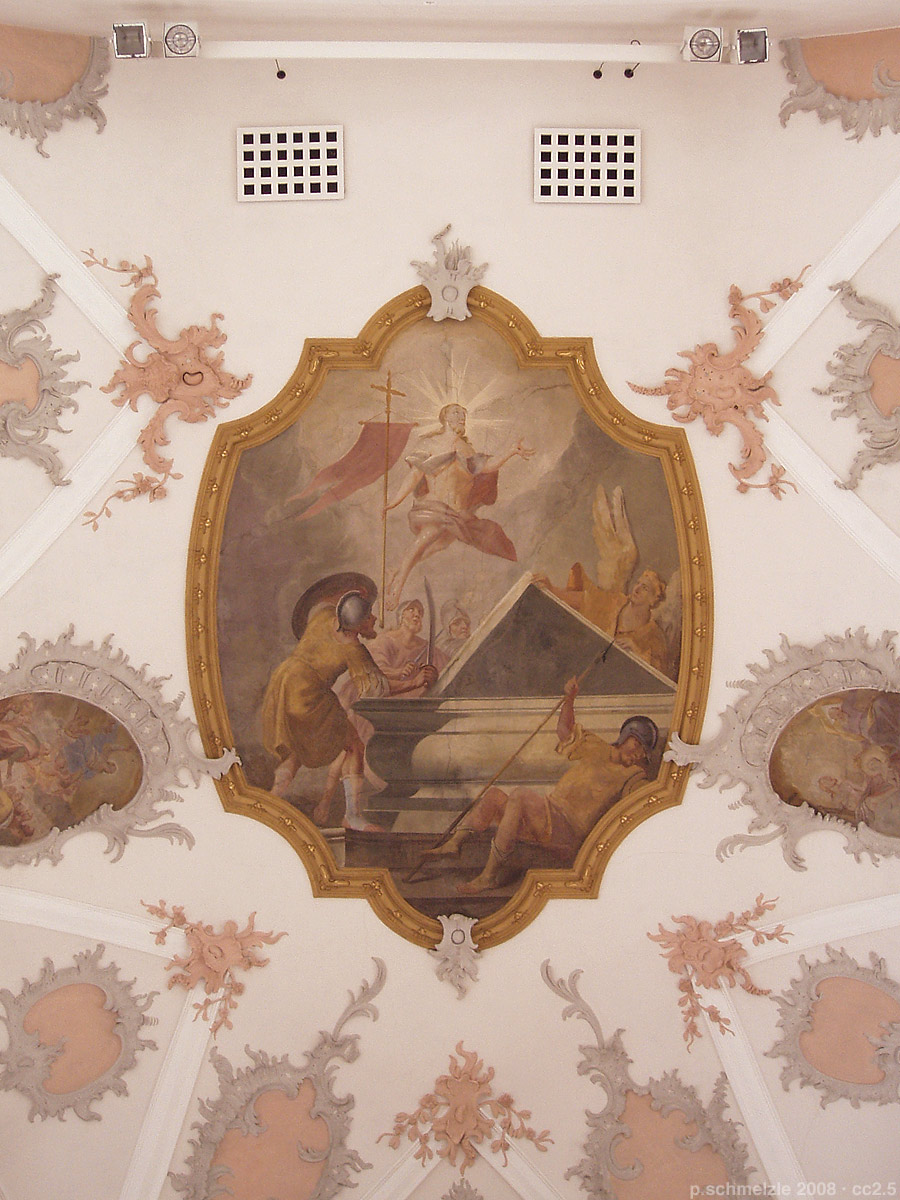
Decke des Chores
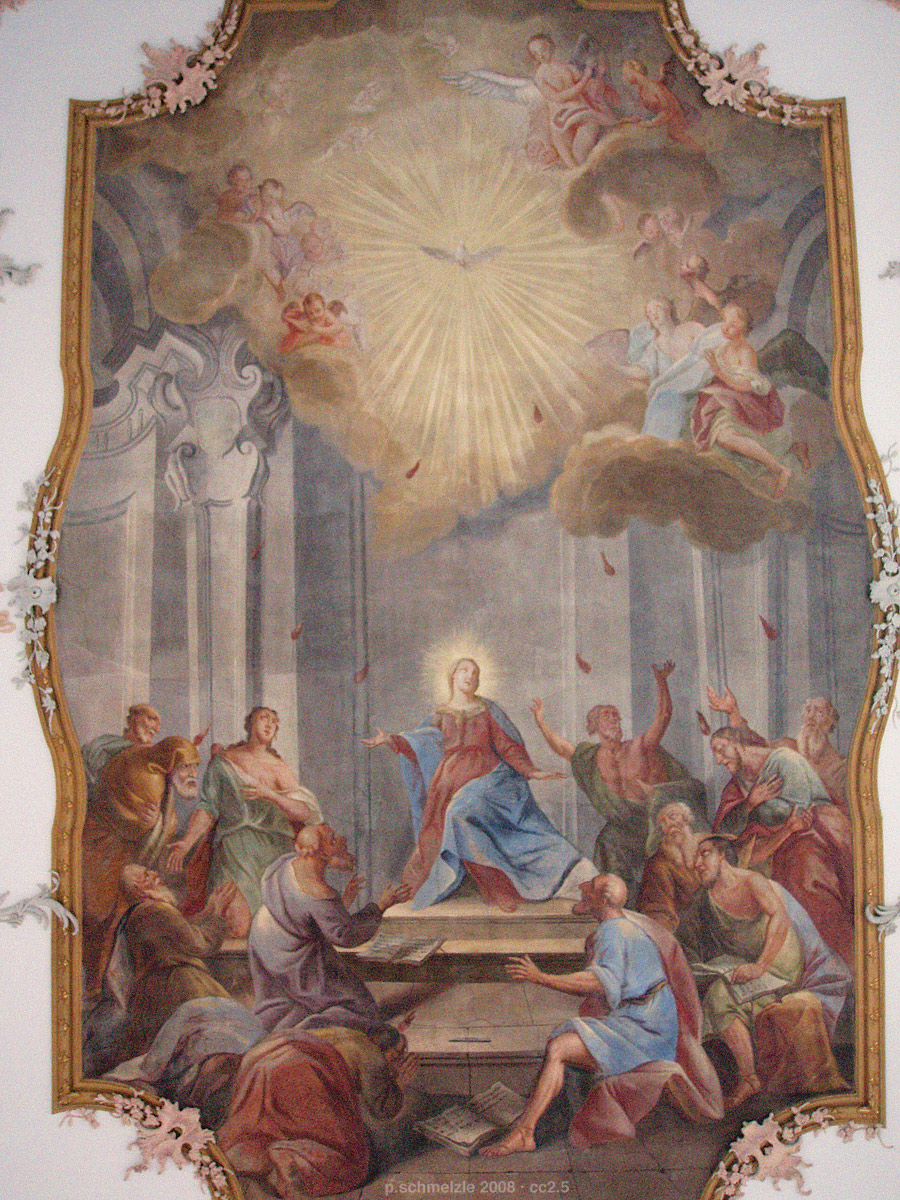
Deckengemälde im Langhaus

Die Kirche ist reich an Ausstattung und Figurenschmuck. Eine Madonna an der Ostwand sowie gotische Standfiguren der Heiligen Barbara, Katharina und Martin stammen noch aus dem späten 15. Jahrhundert. Im Chor, im Kirchenraum und an den Wänden befinden sich mehrere weitere Heiligenfiguren, außerdem sind an den Seitenwänden des Langhauses und an der Brüstung der Empore zahlreiche ältere Bilder mit christlichen Motiven angebracht. Die Weihekreuze der Kirche sind als farbige Stuckreliefs ausgeführt.

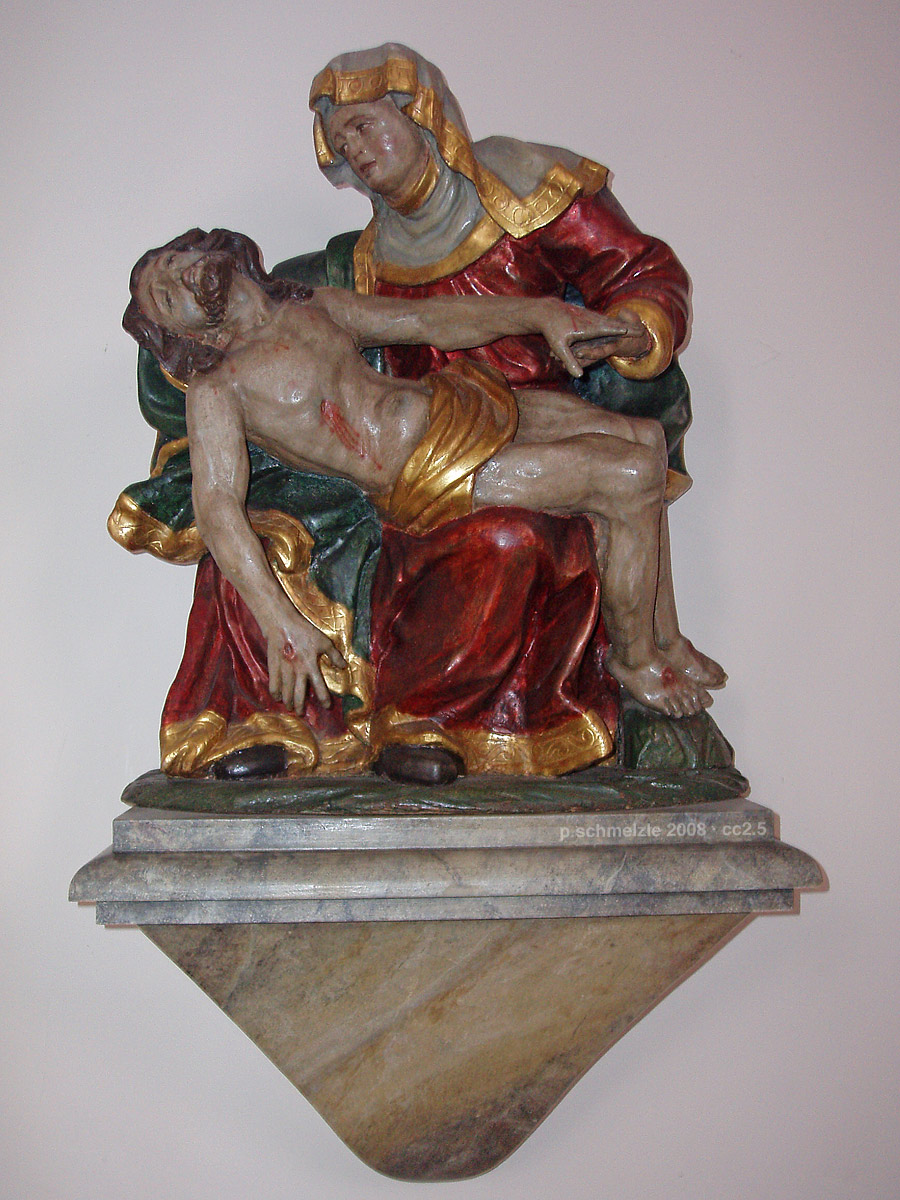
Pietà im Chor
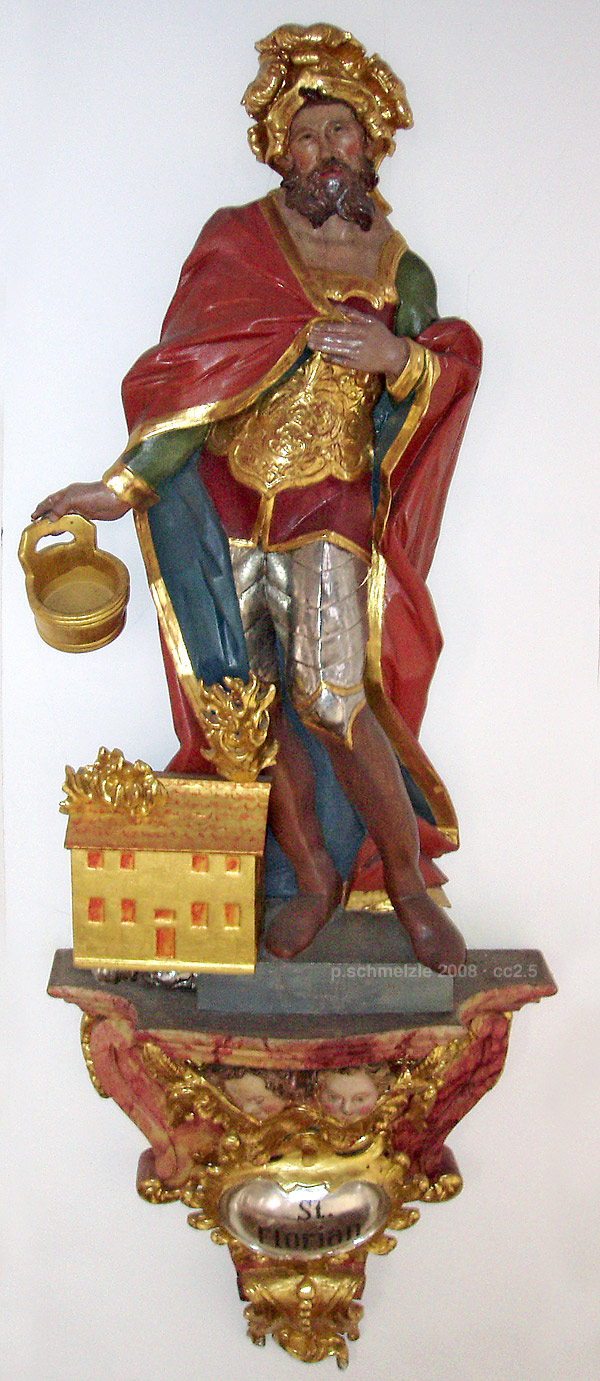
Hl. Florian
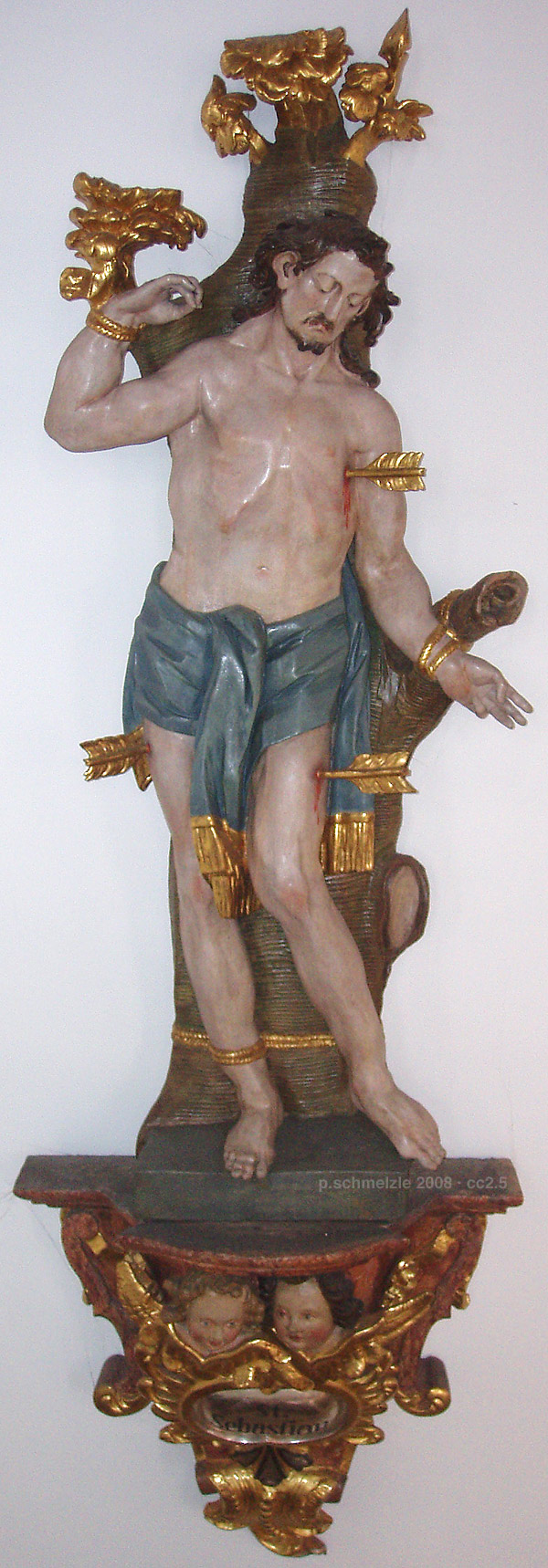
Hl. Sebastian
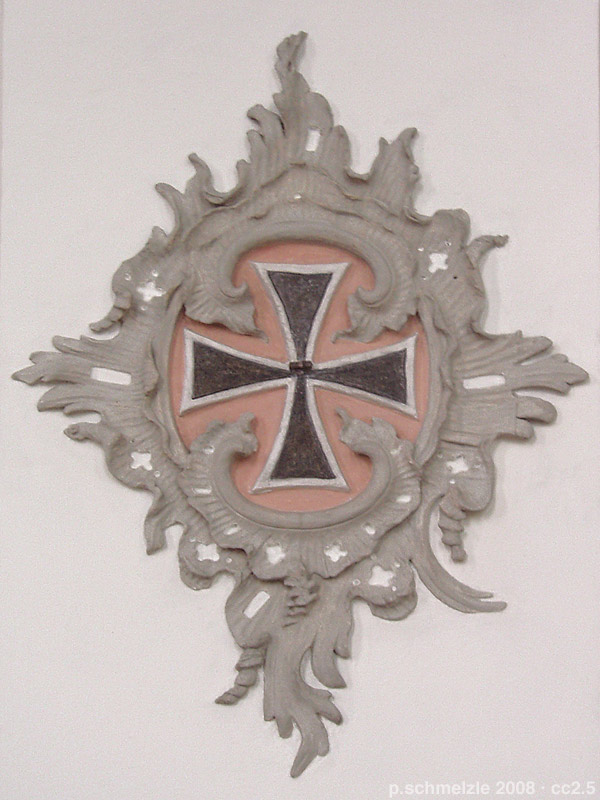
Weihekreuz